# Evangelische Kirche (Bommern)

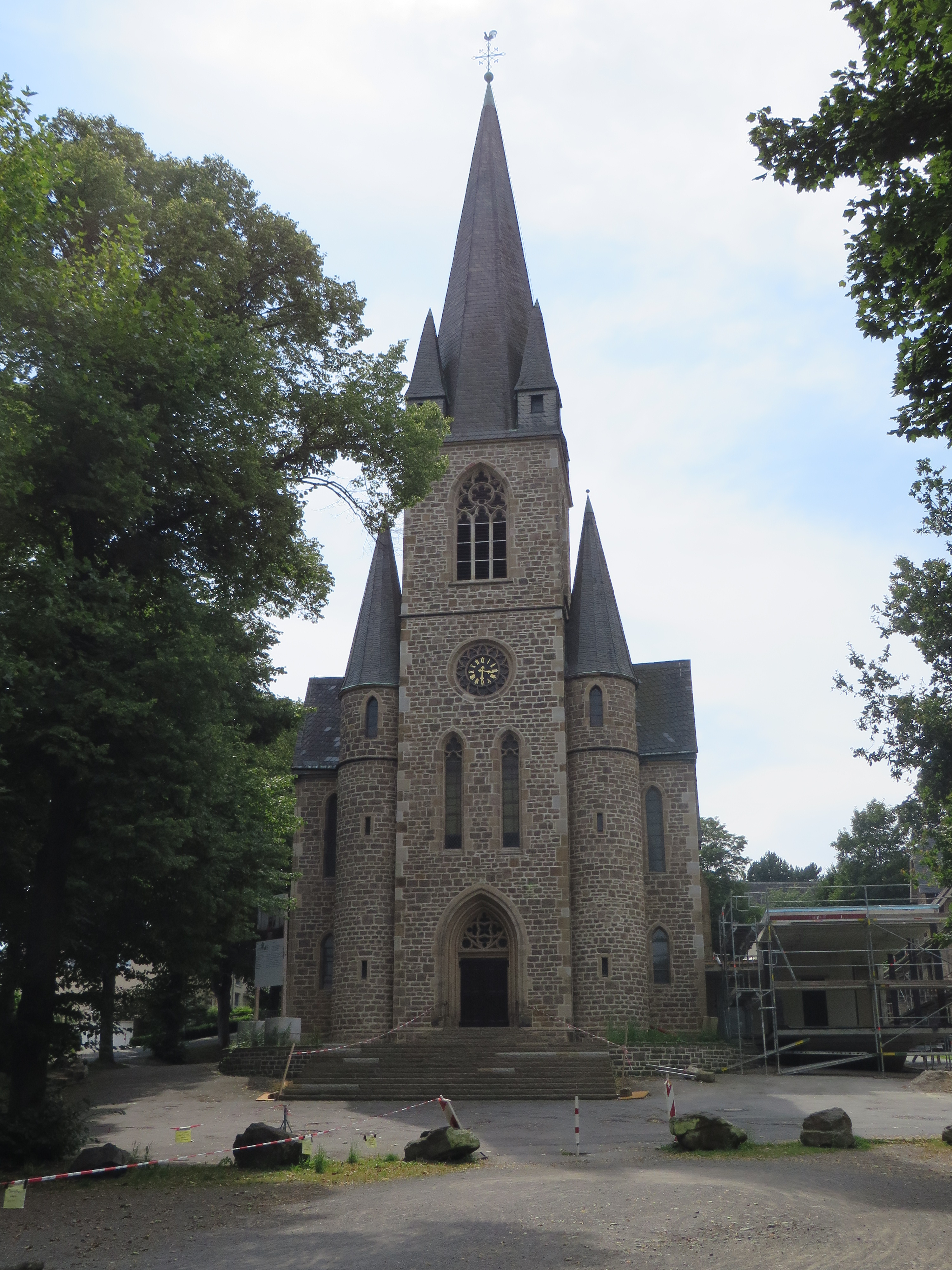
Evangelische Kirche

Die Evangelische Kirche ist ein denkmalgeschütztes Kirchengebäude in Bommern, einem Ortsteil von Witten (Nordrhein-Westfalen). Die Kirchengemeinde Bommern gehört zum Kirchenkreis Hattingen-Witten der Evangelischen Kirche von Westfalen.

## Geschichte
Seit der Christianisierung gehörte Bommern kirchlich zu Wengern. wandten sich 1543 wandte sich die dortige Kirchengemeinde den Lehren Luthers zu. Gegen Ende des 19. Jahrhunderts wurde der Wunsch nach einem eigenen Kirchengebäude in Bommern immer stärker, was aber das Presbyterium und die Landeskirche ablehnten. Darauf erklärten Anfang 1886 etwa 200 Gemeindemitglieder ihren Austritt aus der Kirche. Schließlich wurde Bommern 1890 zur selbständigen Kirchengemeinde und konnte im August 1892 den Grundstein für die eigene Kirche legen, die am 15. November 1893 eingeweiht wurde.

## Architektur
Entgegen der herrschenden Tradition wurde der Chor nicht nach Osten ausgerichtet, so war es möglich, das Gebäude weithin sichtbar, auf einem Hügel zu errichten.
Die neugotische Stufenhalle zu drei Jochen schließt im Westen mit 5/8. Die Erweiterungen wirken querhausartig. Die Anlage mit der Turmgruppe wurde von 1892 bis 1893 nach Entwürfen von Gerhard August Fischer in Bruchstein errichtet. Der Außenbau ist durch Quaderungen an den Kanten und Strebepfeilern gegliedert. Der Hauptturm mit dem Portal wird von Treppentürmen flankiert. Im Innenraum ruht ein Kreuzrippengewölbe auf Rundstützen. Etliche Ausstattungsstücke, wie Altar, Orgelprospekt, Emporenbrüstung und Kanzel sowie die Farbfenster stammen aus der Bauzeit des Gebäudes.

## Ausstattung
Die erste Orgel aus der Werkstatt von Ernst Seifert (Köln) hatte 17 Register und Membranladen. Sie wurde 1938 von der Firma E. F. Walcker & Cie. überholt und elektrifiziert. 1978 baute die Firma Schwelmer Orgelbau eine neue Orgel, die in das alte Gehäuse eingebaut werden konnte.
Das Geläut der Kirche besteht aus drei Gussstahlglocken des Bochumer Vereins, gegossen 1924. Das Geläut ist gestimmt auf das Te-Deum-Motiv c'-es'-f'.

## Umbau
Im Laufe der Jahrzehnte traten diverse Schäden und Mängel zutage, das Architekturbüro SCAN aus Bochum wurde 2010 mit der Erstellung entsprechender Umbaupläne beauftragt. Der Innenraum sollte neu strukturiert werden und ein Anbau angefügt werden. So sollen unterschiedliche Gottesdienstformen und auch andere Veranstaltungen ermöglicht werden. Die Anzahl der Bänke wurde reduziert, dafür wurde eine Zusatzbestuhlung ermöglicht. Die Wände erhielten einen neuen Anstrich, eine neue Heizung wurden eingebaut.